# بلینیو
بلینیو (به فرانسوی: Béligneux) یک کمون در فرانسه است که در Canton of Montluel واقع شده‌است.

## خصوصیات
بلینیو ۱۳٫۳۰ کیلومترمربع مساحت و ۲٬۸۸۳ نفر جمعیت دارد و ۲۶۰ متر بالاتر از سطح دریا واقع شده‌است.